# Karen Forkel
Karen Forkel (Wolfen, 24 settembre 1970) è un'ex giavellottista tedesca.
In carriera ha vinto un bronzo ai Giochi olimpici di Barcellona 1992 e un argento ai mondiali di Stoccarda 1993.

## Palmarès
| Anno                                 | Manifestazione    | Sede       | Evento                 | Risultato | Misura  | Note |
| ------------------------------------ | ----------------- | ---------- | ---------------------- | --------- | ------- | ---- |
| In rappresentanza della Germania Est |                   |            |                        |           |         |      |
| 1987                                 | Europei juniores  | Birmingham | Lancio del giavellotto | Bronzo    | 57,00 m |      |
| 1988                                 | Mondiali juniores | Sudbury    | Lancio del giavellotto | Bronzo    | 61,44 m |      |
| 1989                                 | Europei juniores  | Varaždin   | Lancio del giavellotto | Oro       | 70,12 m |      |
| 1990                                 | Europei           | Spalato    | Lancio del giavellotto | Argento   | 67,56 m |      |
| In rappresentanza della Germania     |                   |            |                        |           |         |      |
| 1991                                 | Mondiali          | Tokyo      | Lancio del giavellotto | 12ª       | 57,90 m |      |
| 1992                                 | Giochi olimpici   | Barcellona | Lancio del giavellotto | Bronzo    | 66,86 m |      |
| 1993                                 | Mondiali          | Stoccarda  | Lancio del giavellotto | Argento   | 65,80 m |      |
| 1994                                 | Europei           | Helsinki   | Lancio del giavellotto | Argento   | 66,10 m |      |
| 1995                                 | Mondiali          | Göteborg   | Lancio del giavellotto | 6ª        | 64,18 m |      |
| 1996                                 | Giochi olimpici   | Atlanta    | Lancio del giavellotto | 6ª        | 64,18 m |      |
| 1997                                 | Mondiali          | Atene      | Lancio del giavellotto | 14ª       | 60,70 m |      |
| 1999                                 | Mondiali          | Siviglia   | Lancio del giavellotto | 12ª       | 54,65 m |      |

## Altre competizioni internazionali
1994
- Coppa Europa di atletica leggera ( Birmingham)